# Фицджеральд, Лорна
Лорна Фицджеральд (англ. Lorna Fitzgerald; род. 8 марта 1996 или 16 апреля 1996, Нортгемптон, Восточный Мидленд) — британская актриса мыльных опер, менее известна как киноактриса и актриса театра. Начала сниматься в возрасте восьми лет. Наиболее известна зрителю исполнением роли Эби Брэннинг в сериале «Жители Ист-Энда», где она появилась в 917 эпизодах за двенадцать лет.

## Биография
Лорна Кэти Фицджеральд родилась, согласно разным источникам, 8 марта, 16 апреля или 17 апреля 1996 года в городе Нортгемптон (графство Нортгемптоншир, Англия). Мать зовут Тереза, есть две старшие сестры, Коринн и Эбигейл. В возрасте четырёх лет начала обучение в театре драмы Stagecoach Theatre Arts. В возрасте восьми лет впервые появилась на экранах — в короткометражном фильме «Большая девочка, маленькая девочка», и с тех пор активно снимается, в основном, в телесериалах. С 2018 года, после окончания исполнения роли Эби Брэннинг в сериале «Жители Ист-Энда», которую она играла 12 лет, Фицджеральд стала появляться на театральных подмостках.

## Награды и номинации
Телевизионные и театральные
- 2012 — The British Soap Awards[англ.] в категории «Лучшая молодёжная роль» за роль в мыльной опере «Жители Ист-Энда» — победа[6].
- 2018 — The Stage[англ.] Debut Award в категории «Лучшая актриса в пьесе» за роль в постановке «Фабрика теней» — номинация[7].

## Актриса театра
- 2018 — Фабрика теней / The Shadow Factory — Джеки Диммок (театр Nuffield Southampton Theatre)[5][8][9]
- 2018 — Её обнажённая кожа / Her Naked Skin — Ева Дуглас (театр Солсбери)[4]
- 2019 — Леди исчезает[10] / The Lady Vanishes — Айрис Хендерсон (тур по стране с 26 августа по 30 ноября)[11]

## Фильмография
- 2005 — Нежно любящая[англ.] / Cherished — Джейд Кэннингс в 7-8 лет
- 2005 — Катастрофа[англ.] / Casualty — Полли Фаррелл (в эпизоде Animals)
- 2005 — Золотой час[англ.] / The Golden Hour — Жасмин Кэмпбелл (в 4 эпизодах)
- 2006—2018 — Жители Ист-Энда / EastEnders — Эби Брэннинг[англ.] (в 917 эпизодах)
- 2008, 2013, 2015, 2016 — Дети в нужде[англ.] / Children in Need — Эби Брэннинг[англ.] / болливудская танцовщица / горничная (в 4 выпусках)
- 2019 — Лондон убивает[англ.] / London Kills — Петра Роско (в эпизоде Captive)
- 2020 — Оценщик ущерба[англ.] / The Loss Adjuster — Эммалин[2]

В роли самой себя
- 2007 — Танцы со звёздами / Strictly Come Dancing (в выпуске Show 8)
- 2009, 2011 — Дети в нужде[англ.] / Children in Need (в 2 выпусках)
- 2013 — The One Show[англ.] (в выпуске от 15 ноября)
- 2014, 2015, 2017 — Этим утром[англ.] / This Morning (в 3 выпусках)
- 2016 — Доброе утро, Британия[англ.] / Good Morning Britain (в выпуске от 5 апреля)